# Sericoptera curvistriga
Sericoptera curvistriga là một loài bướm đêm trong họ Geometridae.